# Движение добровольной кооперации
Движение добровольной кооперации (англ. Voluntary Cooperation Movement, VCM) — неформальная анархо-индивидуалистическая и мютюэлистская организация, сформированная как сообщество людей из разных стран, которые придерживаются просвещения и самоорганизации как основных средств для достижения общества, основанного на добровольности и сотрудничестве. Движение нацелено на максимальное развитие способностей личности и выдвигает лозунг «Свобода, равенство, кооперация» (англ. Liberty, Equality, Cooperation). Изначально движение носило название «Аффинити-группа эволюционных анархистов» (англ. Affinity Group of Evolutionary Anarchists).
Движение носит культурный характер и способствует интеллектуальному обмену, поддерживая связи между социальными активистами и анархистами индивидуалистического толка: в первую очередь, в Канаде и Соединенных Штатах, а также среди некоторых сторонников в других странах. Его участники издавали и издают различные газеты и информационные бюллетени, такие как Any Time Now, Ahimsazine и Red Lion Press в Канаде, Total Liberty в Великобритании и El Único в Аргентине.